# Kathedrale von Autun

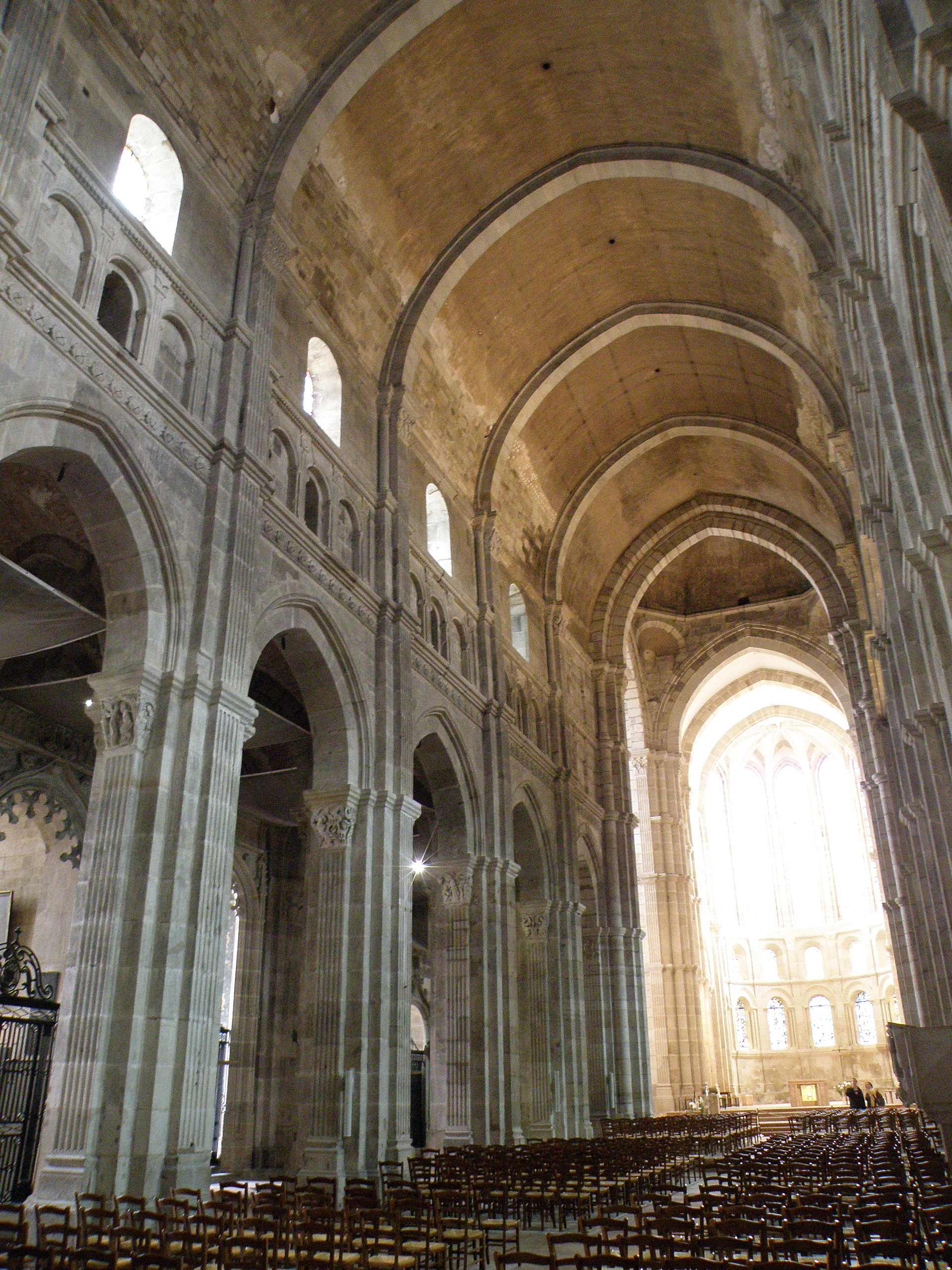
Mittelschiff mit spitzbogigem Tonnengewölbe und Triforium
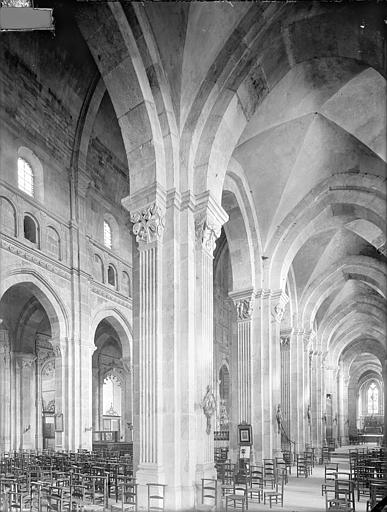
Seitenschiffe mit spitzbogigen Kreuzgratgewölben

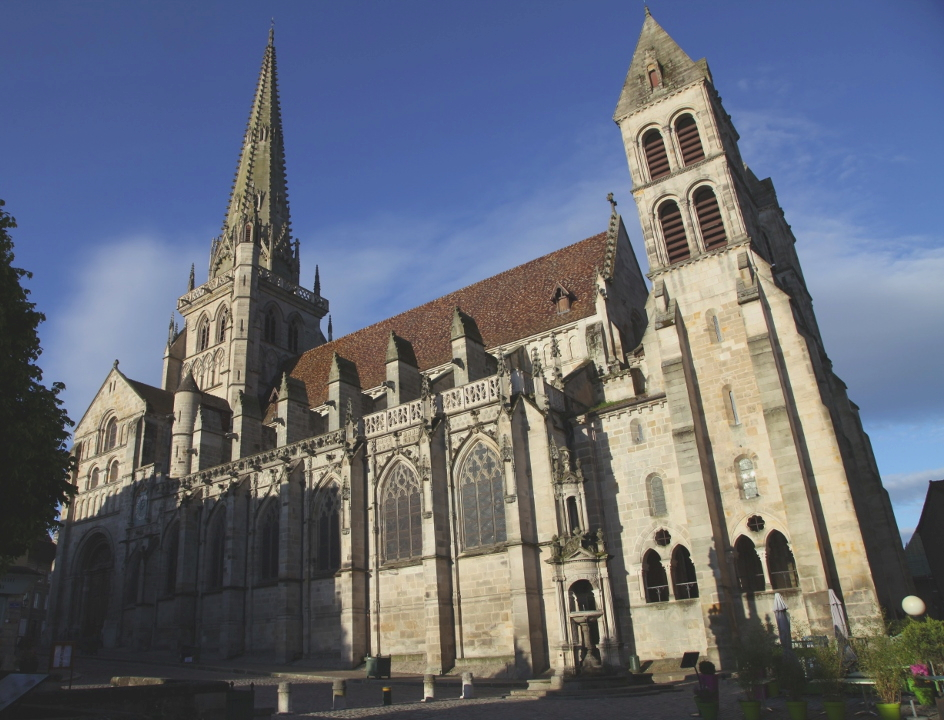
Romanik, Frühgotik, Spätgotik

Die Kathedrale von Autun ist eine romanische Bischofskirche für das Bistum Autun in der Bourgogne-Franche-Comté. Die dreischiffige Basilika ist dem Patronat des heiligen Lazarus anvertraut. Mit reichem Fassadenschmuck markiert sie den höchsten Platz der Oberstadt von Autun. Seit 1949 trägt sie den Titel einer päpstlichen Basilica minor. Das Kulturdenkmal wurde 1840 als Monument historique klassifiziert.

## Lage
Die Kathedrale liegt im oberen Teil der von einem geräumigen römischen Mauerring umschlossenen 2 km² großen Altstadt und ist von mittelalterlichen Häusern umgeben. Eines davon ist das Geburtshaus des berühmten burgundischen Kanzlers Rolin, des Stifters des Hospitals Hôtel-Dieu (Beaune), das heute als Museum genutzt wird. Da sie quer vor die Westfront der bestehenden Bischofskirche gestellt wurde (s. u.), hat ihre Gebäudeachse beinahe Nordsüdrichtung. Daher steht ihre Eingangshalle im Nordnordwesten, der Chor mit den drei Apsiden im Südsüdosten.

## Geschichte

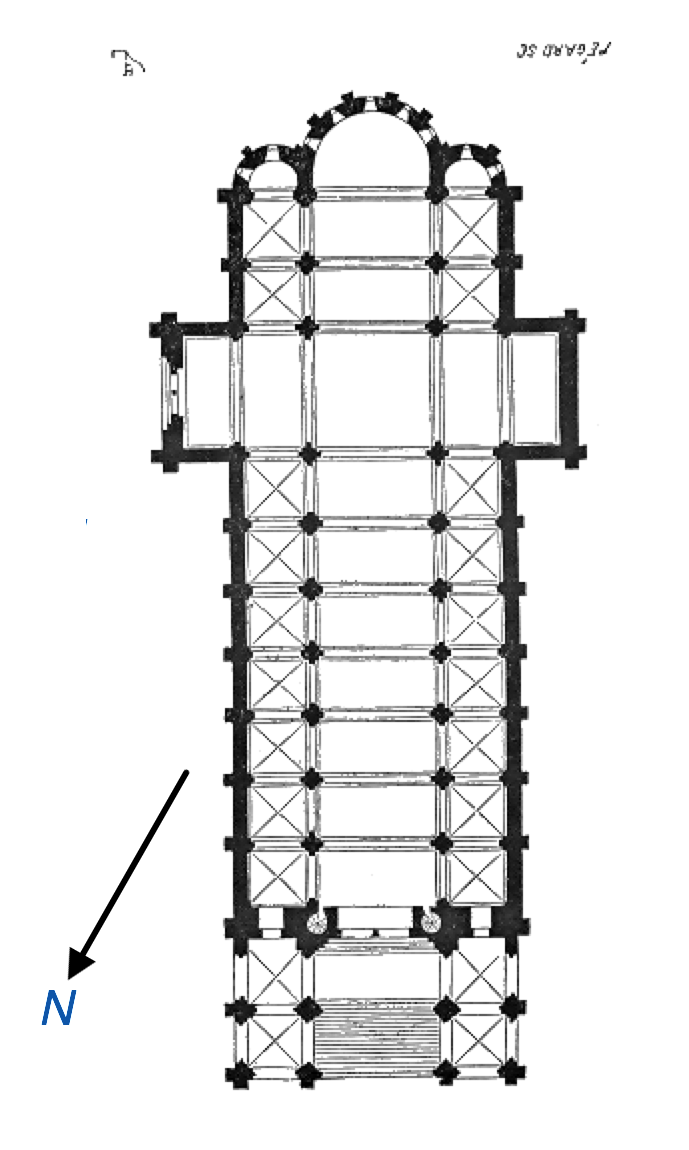
Grundriss um 1400, vor Anbau der spätgotischen Kapellen

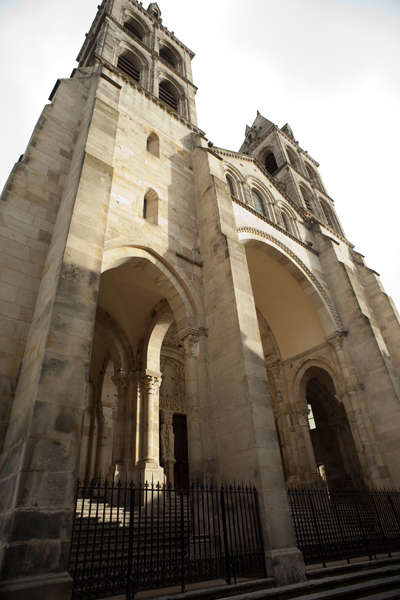
Nordvorhalle

Bereits für das späte 2. Jahrhundert ist eine christliche Gemeinde in der Stadt belegt. Die im 3. Jahrhundert erfolgte Gründung eines Bischofssitzes ist hingegen umstritten. Erste urkundliche Erwähnungen einer Kathedrale datieren in die Mitte des 9. Jahrhunderts. Wenig später übertrug Karl der Kahle dem Bischof die Stadtherrschaft.
Die heutige Kathedrale wurde zunächst als Wallfahrtskirche errichtet. Die Bischofskirche von Autun war seit der Gründung des Bistums die wenige Meter östlich gelegene Cathédrale Saint-Nazaire. Von 1195 bis 1770 war Saint-Lazare Konkathedrale neben dieser Hauptkathedrale. Dann verlor Saint-Nazaire ihren Rang und wurde 1785 wegen Baufälligkeit abgerissen; nur noch eine Seitenkapelle ist erhalten. Die alte Kathedrale hatte annähernd die übliche West-Ost-Orientierung. Die Neue Kirche entstand im rechten Winkel dazu, (s. o.).
Die Errichtung der Kirche Saint-Lazare wurde um 1120 begonnen. Noch in Bau, wurde sie bereits 1130 anlässlich des Besuchs von Papst Innozenz II. geweiht. 1132 fand das Portal im östlichen Querhausgiebel Erwähnung. Als dann 1146 die Reliquien des heiligen Lazarus aus der alten Nazarius-Kathedrale in die Lazaruskirche überführt wurden, war die Kirche fast fertiggestellt; es standen nur noch Detailarbeiten aus, etwa am Fußboden.
Diese Reliquien stammten ursprünglich aus der Lazaruskirche in Larnaka, von wo sie über den Umweg von Konstantinopel und Marseille hierher kamen.
Noch im 12. Jahrhundert wurde vor die Hauptfassade im Norden eine zunächst eingeschossige Eingangshalle gebaut, danach die hier zunächst vorhandene breite Eingangstreppe durch ein Plateau auf Höhe des Kirchenschiffbodens ersetzt. Schließlich wurden die seitlichen Teile der offenen Halle zu geschlossenen Kapellen umgebaut. Im späten 13. Jahrhundert erhöhte man die Halle auf zwei Geschosse und setzte ihr die beiden Ecktürme auf.
Im Zuge des Hundertjährigen Krieges zerstörten 1379 englische Truppen aus der südwestfranzösischen Guyenne die Stadt und ihre große Wallfahrtskirche. Erst Kardinal Jean Rolin (Bischof 1436–1483) ließ das Gotteshaus wiederherstellen und erweitern. Seither prägen die spätgotischen Kapellenreihen an den Längsseiten und der mächtige Vierungsturm die Außenansicht der Kirche.
Auch das obere Fenstergeschoss des Hauptchors mit seinen schmalen hohen Spitzbogenfenstern stammt erst aus dieser Erneuerung; vorher hatte in Höhe der heutigen Sohlbänke dieser Fenster eine halbkugelförmige romanische Apsiskalotte angesetzt. Die romanische Apsis war also kaum halb so hoch, wie jetzt die spätgotische ist. Zwischen dieser und dem romanischen Chor fand man allerdings Spuren einer ersten Erhöhung der Apsis um ein weiteres Fenstergeschoss gegen Ende des 13. Jahrhunderts.
In der Barockzeit erfuhr der Innenraum erneute Umgestaltungen. So wurde die Apsis 1767 von innen mit Marmor verkleidet und dabei die romanischen Fenster der unteren beiden Geschosse zugemauert – was von außen allerdings kaum auffällt.

## Gestalt

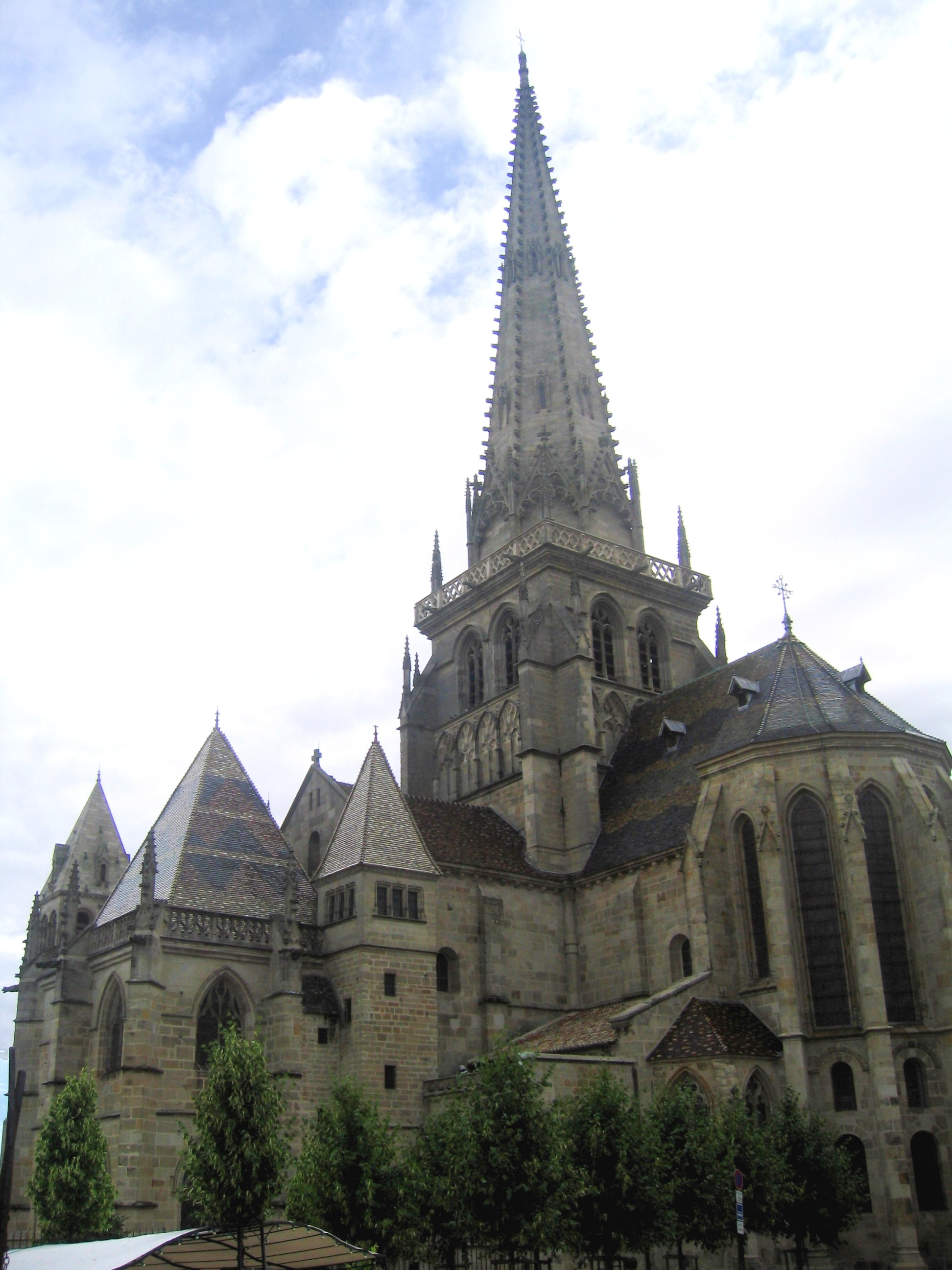
Hauptapsis (mit spätgotischem Obergeschoss), Chor und Vierung von Südwesten

Die Seitenschiffe dieser Basilika haben Kreuzgratgewölbe, Mittelschiff und Querschiff Spitztonnen. Die Arkaden zwischen den Schiffen sind spitzbogig, das Triforium darüber rundbogig, ebenso die Obergadenfenster. Die spätgotischen Kapellenzeilen haben Sterngewölbe und sind etwas niedriger als die Seitenschiffe, aus deren ehemaligen Fassadenpfeilern die Strebebögen hervorgehen. Balustraden auf den Fassaden der Kapellen verbergen außen die Dachtraufen der Seitenschiffsdächer.
Damit folgt das Langhaus der Kirche deutlich dem Vorbild der nur wenig älteren dritten Kirche der Abtei Cluny (errichtet 1088–1130, noch ohne Narthex). Von dort werden der steile dreigeteilte Wandaufbau, die spitzbogigen Arkaden zwischen kreuzförmigen Pfeilern, die Wölbung des Mittelschiffs durch eine Spitztonne und die Kreuzgratgewölbe der Seitenschiffe übernommen. Verglichen mit der damals führenden Abteikirche ist die Basilika in Autun stärker an antiken Vorbildern orientiert. Das wird mit der großen Anzahl gut erhaltener römischer Bauten in der Stadt erklärt. So gibt es kaum runde Querschnitte, dafür rechteckige Arkadenpfeiler und zahlreiche kannelierte Pilaster.
Bei der Gestaltung des Chors schloss man sich nicht der in Cluny eingeführten Neuerung des Umgangschors mit Kapellenkranz an, sondern blieb bei dem traditionellen Schema mit drei parallelen Apsiden. Anhand einer Baunaht wird vermutet, dass nach der Errichtung der Apsiden eine neu Bauphase begann, in der dann fast die gesamte Kirche in einem Gang errichtet wurde. Erst in dieser zweiten Bauphase habe man sich eng an der Abteikirche von Cluny orientiert.
Außergewöhnlich groß ist die zwei Joche tiefe offene Vorhalle unter den Türmen am Nordende des Langhauses. Nach Öffnung der zeitweilig als Kapellen abgetrennten Seitenbereiche erstreckt sie sich über die gesamte Breite der Kirche.

## Bauplastik

### Weltgerichtstympanon

Tympanon mit Jüngstem Gericht

Das berühmte Tympanon, also das Bogenfeld über dem Westportal gilt als die „bedeutendste Weltgerichtsdarstellung, welche die Epoche geschaffen hat“. Ob der Schöpfer dieses Reliefs, wie auch anderer Bauskulptur in der Kathedrale, „der seelenvollste unter den großen romanischen Bildhauern“
zu Recht mit jenem Gislebertus identifiziert wird, der zu Füßen Christi genannt wird, ist in der jüngeren Forschung bezweifelt worden. Dabei geht es um die Frage, ob „Gislebertus me fecit“ als „...machte mich“ oder „...ließ mich machen“ übersetzt werden sollte, auf den Bildhauer oder den Auftraggeber hinweist.
Das aus 29 Blöcken bestehende Relief zeigt das Jüngste Gericht. Beherrschendes Motiv ist die thronende Gestalt Christi, umgeben vom Würdezeichen der Mandorla, die von vier Engeln gehalten wird. Sonne und Mond flankieren sein Haupt. Zur Bilderzählung gehört der Türsturz zu Füßen des Weltenrichters, auf ihm sind 38 Auferstehende aufgereiht. Getrennt durch einen schwerttragenden Engel werden 18 Verdammte und 20 Auserwählte durch ihre Mimik oder Attribute differenziert dargestellt, so erkennt man die unzüchtige Frau, an deren Brüsten sich Schlangen nähren oder den frommen Wallfahrer an seinem Pilgerstab, verzweifelte Gesten kennzeichnen die Verdammten, während die Kinder von den Engeln hinauf geführt werden.
Seitlich der göttlichen Zentralfigur wird in den Viertelkreisfeldern die Scheidung in Gute und Böse fortgesetzt. Das Hauptmotiv rechts ist die Seelenwägung. Der Erzengel Michael drückt so auf die Waagschale mit einem armen Sünder, dass der zerrende Teufel gegenüber nicht verhindern kann, dass die Waage sich zu seinen Ungunsten neigt und die Seele des Auferstandenen zum Himmel steigt. Das gegenüber liegende Feld wird von zehn Aposteln eingenommen, weiter außen stürmen andere Auserwählte zum Himmel empor. In den verbleibenden Zwickeln darüber, einer Zone, die ganz dem himmlischen Paradies gewidmet ist, sitzen die Gottesmutter und zwei weitere Apostel. Vier trompetende Engel begleiten am Rand des Bogenfeldes das dramatische Geschehen.
Auf der leeren Archivolte waren einst die 24 Ältesten aus der Apokalypse dargestellt, weiter außen ein Laubwerkband und in der dritten Archivolte Tierkreiszeichen und Monatsbilder.

### Kapitelle
Das Besondere an den großen Kapitellen im Kirchenschiff ist, dass sie nicht, wie noch in Cluny und Vézelay zu Säulen gehören, sondern Pilastern.
Das erlaubte dem Bildhauer, ohne den Zwang zur Rundung die Erzählung bildhafter auf den flachen Trapezflächen der Pilasterkapitelle anzuordnen.
Auch am Gewände des Westportals, in der Apsis, am Nordportal befindet sich Kapitellschmuck aus der Werkstatt des Tympanonmeisters, vier Kapitelle, darunter die berühmte Eva im Paradies sind im Musée Rolin ausgestellt, weitere im Kapitelsaal, der an den Chorraum angrenzenden einstigen Rats- und Lesehalle der Kathedrale.

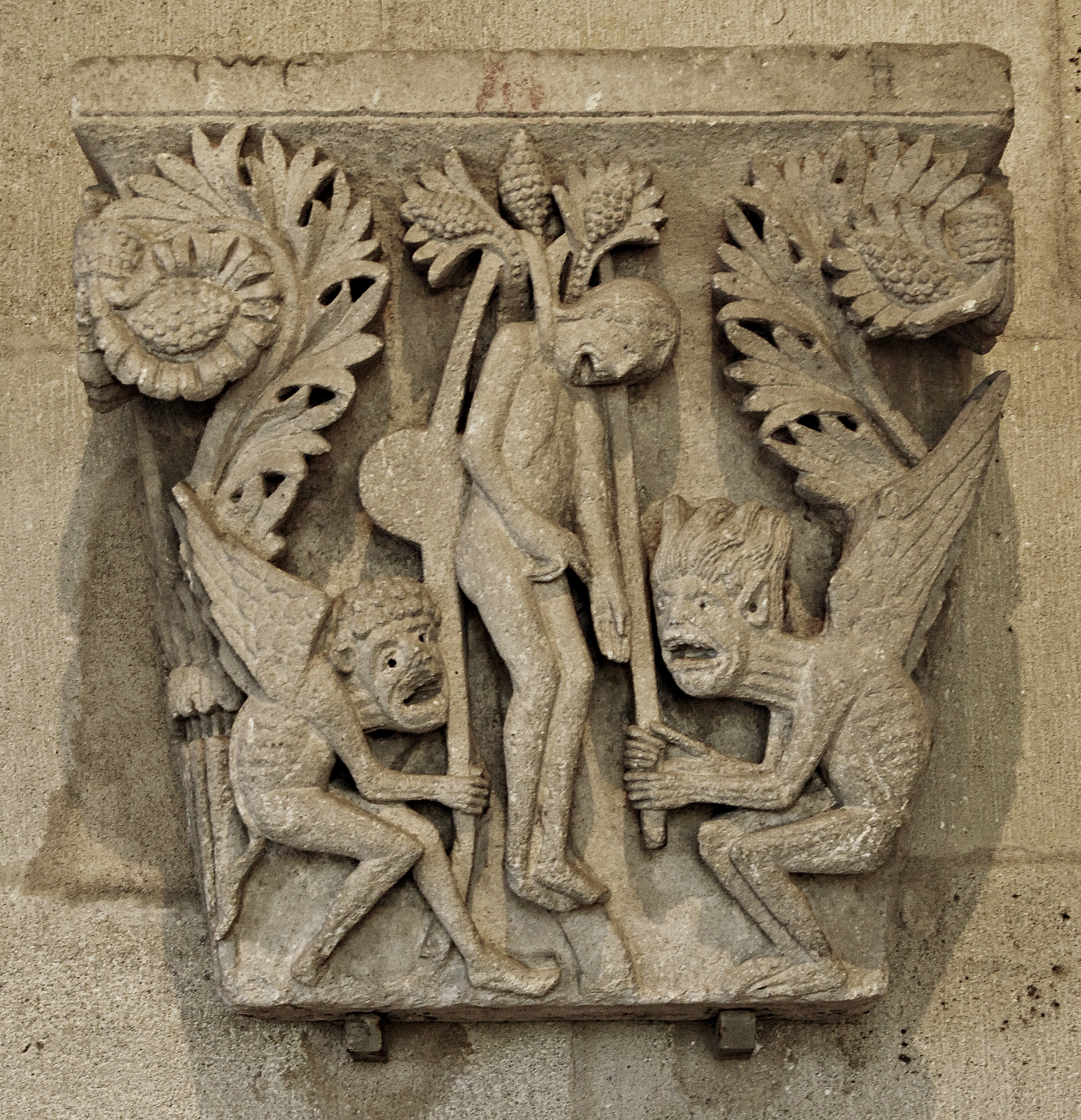
Der Tod des Judas
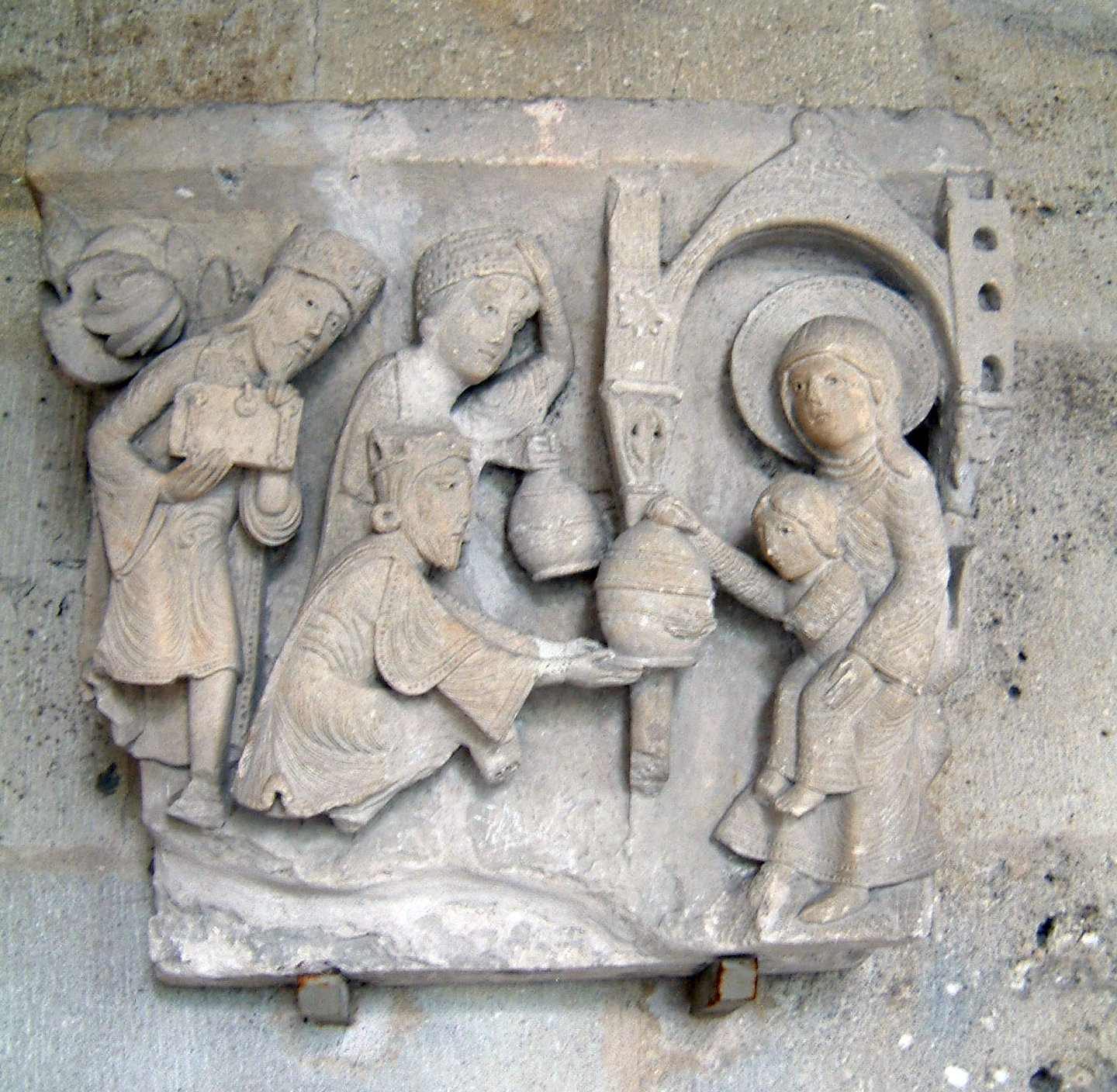
Die Anbetung der Könige
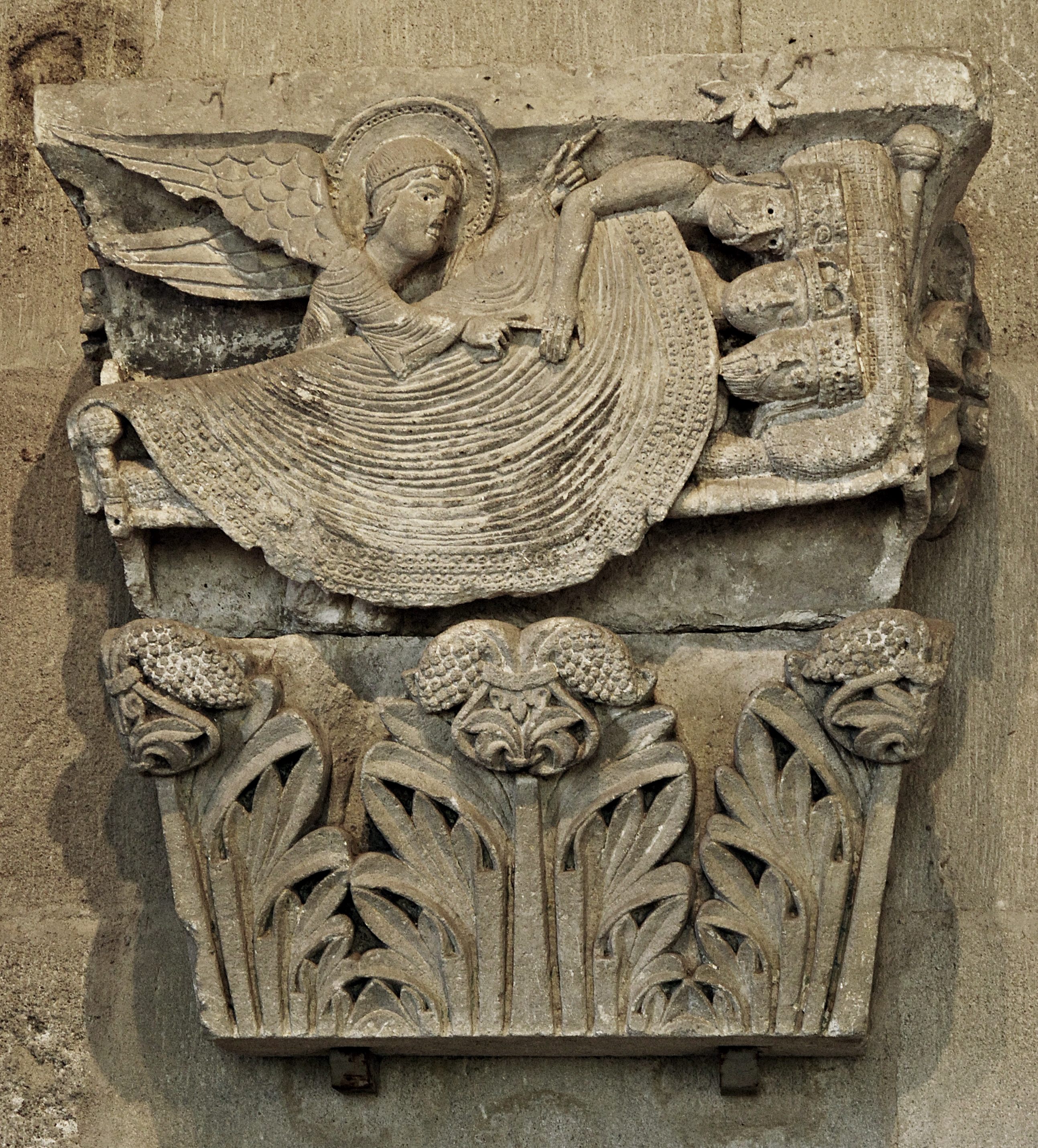
Der Traum der Könige
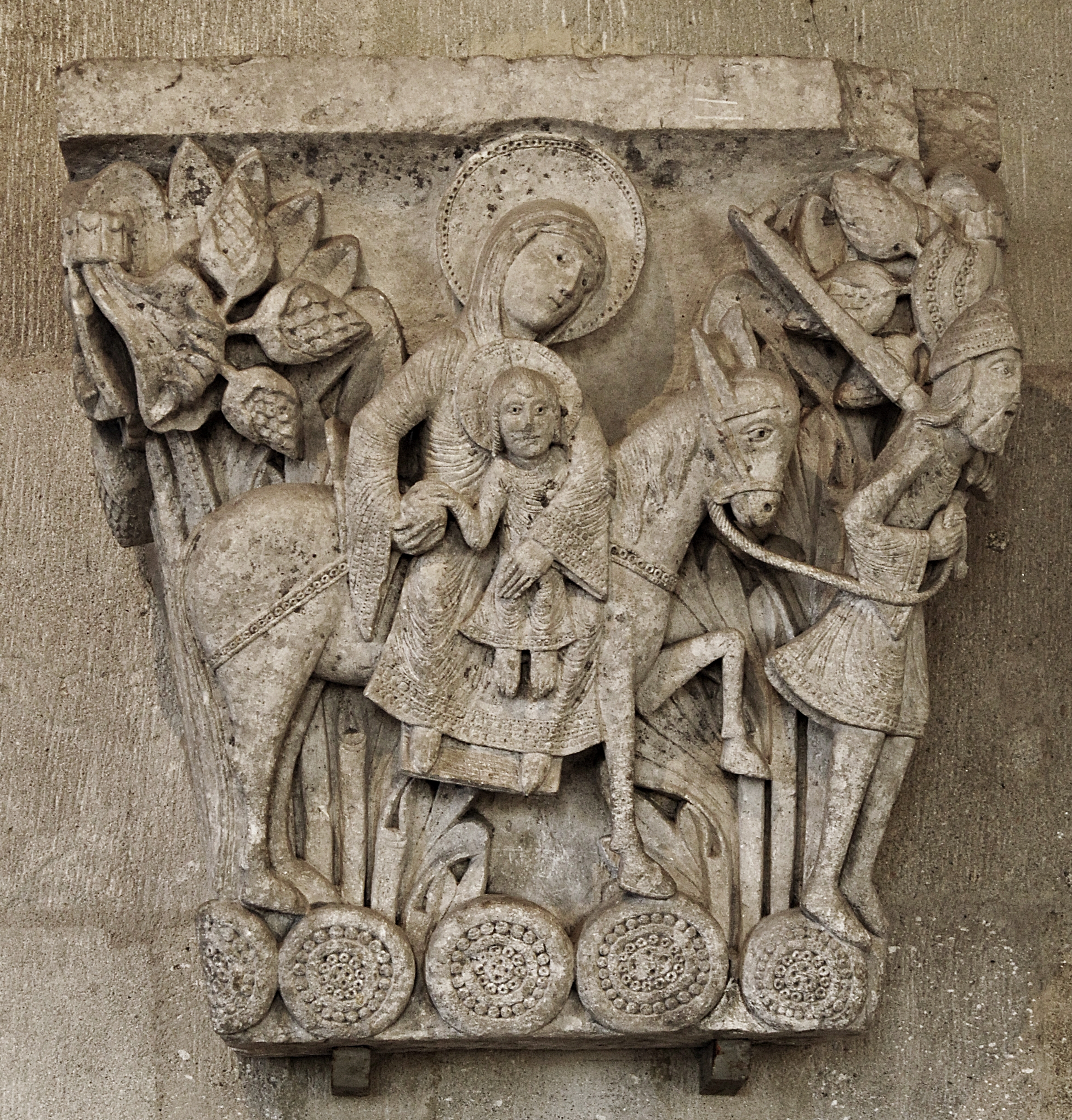
Die Flucht nach Ägypten
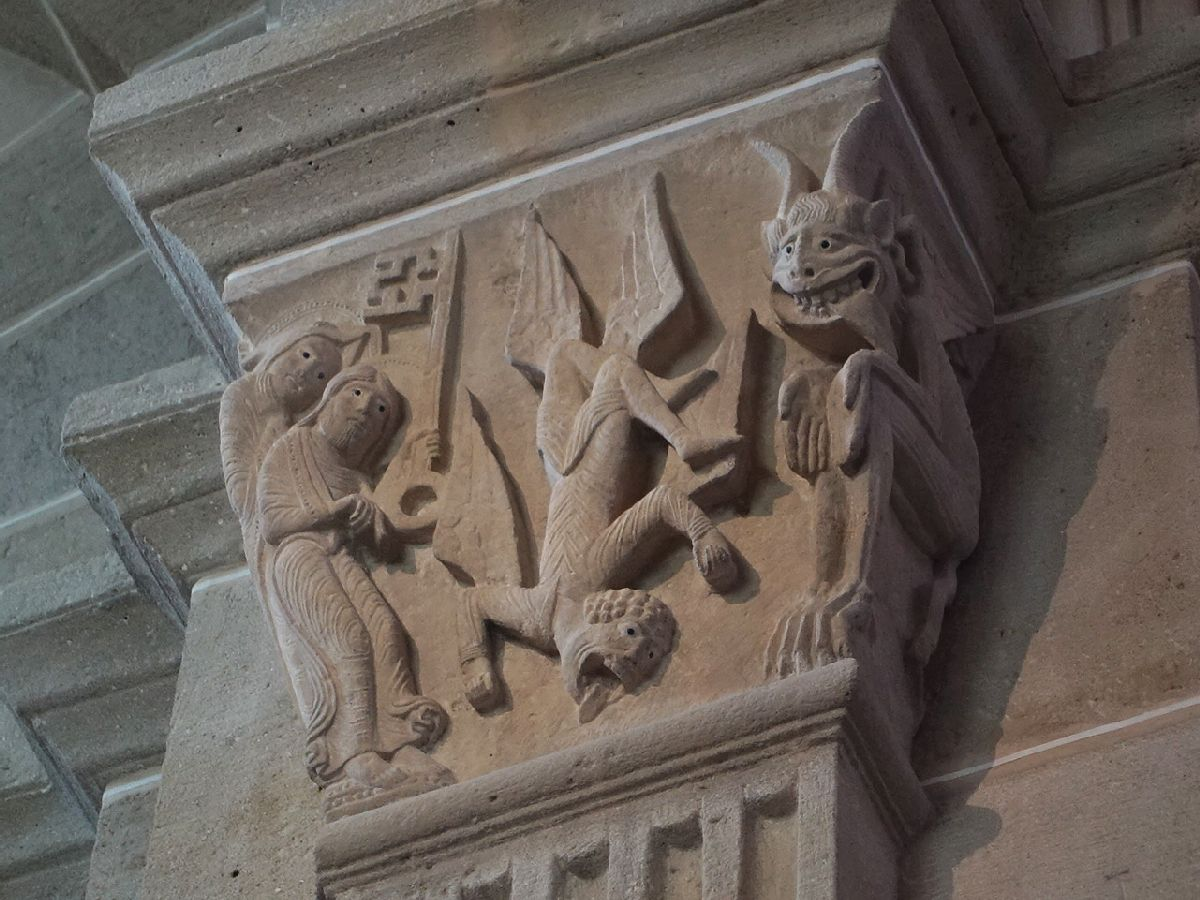
Höllensturz des Simon Magus

### Skulpturenstil
Eine der Voraussetzungen für die großartigen  Neuerungen in der Bildhauerkunst Burgunds, wie sie uns in Autun begegnen, ist die Bauskuptur der Klosterkirche von Cluny, von der uns seit der Zerstörung der Abtei nur noch wenige Kapitellreste, aber nicht mehr das Tympanon erhalten geblieben sind.  Räumlichkeit und Plastizität, Unruhe und figürliche Bewegtheit sind dort und in Vezelay (um 1120) vorgebildet, in Autun (vor 1132) aber noch einmal verfeinert und zugleich mit ihren schlanken, zierlichen Figuren und deren geknickten Umrissen in Ausdruck und Anmut gesteigert. Die Gestaltungskraft des Bildhauers reicht von furchterweckenden, dämonisch-apokalyptischen bis hin zu menschlich rührenden Szenen.

### Inschriften
Inschrift in der Mandorla des Christus und unter dem Tympanon:
Mandorla links: OMNIA DISPONO SOLVS MERITOSQUE CORONO [alles ordne ich allein an/bringe ich allein in Ordnung; und allein bekränze ich die Verdienstvollen.]
Mandorla rechts: QVOS SCELVS EXERCET ME IUDICE POENA COERCET
[Wen das Verbrechen quält, (den) überwältigt die Strafe durch mich als Richter.]
Links unter dem Tympanon steht QVISQVE RESVRGET ITA QVEM NON TRAHIT IMPIA VITA ET LVCEBIT EI SINE FINE LVCERNA DIEI [So wird jeder auferstehen, den nicht ergreift ein unfrommes Leben; und ihm wird ohne Ende leuchten die Laterne Gottes.]
Mittig eingeschoben ist: GISELBERTVS HOC FECIT [Giselbertus hat dies (d. h. die Skulpturen des Tympanon) gemacht/machen lassen.]
Rechts unter dem Tympanon folgt: TERREAT HIC TERROR QVOS TERREVS ALLIGAT ERROR NAM FORE SIC VERVM NOTAT HIC HORROR SPECIERV(M) [Es möge erschrecken dieser Schrecken (diejenigen), welche der irdische Irrtum fesselt. Denn, dass die Wahrheit so sein wird, zeigt dieses Grauen der Gestalten.]

## Orgel
Die erste Orgel wurde 1820 von Louis Callinet erbaut. Von diesem Instrument existieren heute nur noch einige Stilelemente des Orgelgehäuses. Das Orgelwerk geht zurück auf das Werk, das 1876 von Joseph Merklin erbaut wurde, und im Laufe der Zeit nur geringfügig erweitert wurde. Das Instrument hat heute 45 Register auf drei Manualen und Pedal. Die Spiel- und Registertrakturen sind pneumatisch.
| I Positif C–g3   |        |
| Quintaton        | 16′    |
| Principal        | 8′     |
| Bourdon          | 8′     |
| Flûte harmonique | 8′     |
| Prestant         | 4′     |
| Quinte           | 2 ⁄3′  |
| Doublette        | 2′     |
| Tierce           | 1 3⁄5′ |
| Larigot          | 1 ⁄3′  |
| Piccolo          | 1′     |
| Plein-jeu V      |        |
| Cromorne         | 8′     |

| II Grand Orgue C–g3 |     |
| Bourdon             | 16′ |
| Bourdon             | 8′  |
| Montre              | 8′  |
| Flûte               | 8′  |
| Salicional          | 8′  |
| Prestant            | 4′  |
| Doublette           | 2′  |
| Cornet V            |     |
| Fourniture V        |     |
| Bombarde            | 16′ |
| Trompette           | 8′  |
| Clairon             | 4′  |

| III Récit expressif C–g3 |       |
| Cor de nuit              | 8′    |
| Flûte creuse             | 8′    |
| Gambe                    | 8′    |
| Voix céleste             | 8′    |
| Fugara                   | 4′    |
| Nazard                   | 2 ⁄3′ |
| Quarte                   | 2′    |
| Plein-Jeu V              |       |
| Basson                   | 16′   |
| Trompette                | 8′    |
| Hautbois                 | 8′    |
| Voix humaine             | 8′    |
| Soprano                  | 4′    |
| Tremolo                  |       |

| Pedale C–f1      |         |
| Basse acoustique | 32′     |
| Contrebasse      | 16′     |
| Soubasse         | 16′     |
| Große Quinte     | 10 2⁄3′ |
| Basse            | 8′      |
| Bourdon          | 8′      |
| Flûte            | 4′      |
| Bombarde         | 16′     |
| Trompette        | 8′      |
| Clairon          | 4′      |